# Bernard Lallement
Pour les articles homonymes, voir Lallement et Bernard Lallement (homonymie).
Bernard Lallement, né à Paris le 20 mai 1948 où il est mort le 13 mars 2007, est un journaliste et écrivain français.
Après des études de Droit et de Médecine, il fonde en 1971 les Cahiers d'écologie politique et en 1972, avec Jean-Paul Sartre et Serge July, le journal Libération dont il sera l'administrateur-gérant. Il démissionnera de la direction du quotidien en 1974, à la suite du départ de Sartre et dirigera les librairies François Maspero.
Par la suite, il poursuivra une carrière de journaliste et d'enseignant, en France et aux États-Unis.
Militant du parti socialiste français (PS), il a été délégué chargé de l'urbanisme et du contentieux électoral de la Fédération de Paris du PS de 1986 à 1989. À partir du congrès de Dijon, il est membre du collectif d'animation du courant Utopia, qui prône une rupture avec un capitalisme « libéral et destructeur ».

## Ouvrages parus
- "Libé", l'œuvre impossible de Sartre - Albin Michel - février 2004
- Sartre, l'improbable salaud - Le Cherche midi - avril 2005